# Regatta bij Sainte-Adresse
Regatta bij Sainte-Adresse (Frans: Régates à Sainte-Adresse) is een schilderij van Claude Monet. Hij schilderde het in de zomer van 1867. Sinds 1951 maakt het deel uit van de collectie van het Metropolitan Museum of Art in New York.

## Voorstelling
Monet brengt de zomer van 1867 door bij zijn familie in Sainte-Adresse, een badplaats vlak bij Le Havre. Geldzorgen hebben hem uit Parijs verdreven, waar hij zijn zwangere vriendin Camille Doncieux achter moest laten. In augustus bevalt zij van hun eerste zoon Jean, waarvoor Monet een paar dagen teruggaat naar Parijs. Ondanks deze zorgen blijft hij in Sainte-Adresse in hoog tempo schilderijen maken.
Op 25 juni 1867 schrijft Monet aan zijn vriend Frédéric Bazille: "Ik schilder de regatta's van Le Havre met veel figuren op het strand en de haven bedekt met kleine zeilen" In de negentiende eeuw waren vakanties aan het strand van het Kanaal en regatta's populair geworden bij de gegoede burgerij. Hoewel traditioneler opgezet dan het in dezelfde tijd ontstane Terras in Sainte-Adresse, vertoont Regatta bij Sainte-Adresse een aantal impressionistische kenmerken, bijvoorbeeld de afwisseling van groene en blauwe verftoetsen in het zeewater en de gekleurde schaduwen. Monets fascinatie voor het samenspel van licht op water, die later in schilderijen als Regatta bij Argenteuil verder uitgewerkt wordt, komt hier al naar voren.
Regatta bij Sainte-Adresse vormt een paar met Het strand van Sainte-Adresse dat tegenwoordig in het Art Institute of Chicago hangt. Beide schilderijen hebben dezelfde afmetingen en nagenoeg hetzelfde gezichtspunt. Waar het schilderij in New York het strand op een zonnige dag met chique badgasten laat zien, toont de versie in Chicago een bewolkte dag met enkele vissers aan de waterlijn. Ook het getij is van vloed in eb verandert. Het is een vroeg voorbeeld van Monets werkwijze om hetzelfde landschap onder verschillende condities te schilderen.

## Herkomst
- januari 1873: Monet verkoopt het werk voor 500 frank aan Henri Hecht, Parijs.
- 5 april 1884: verkocht aan Paul Durand-Ruel.
- 20 augustus 1891: verkocht aan Peter Arrell Brown Widener, Philadelphia.
- 27 februari 1907: terugverkocht aan Durand-Ruell.
- 1907: verkocht aan William Church Osborn, president van het Metropolitan Museum of Art.
- 1951: nagelaten aan het Metropolitan Museum of Art.

## Afbeeldingen

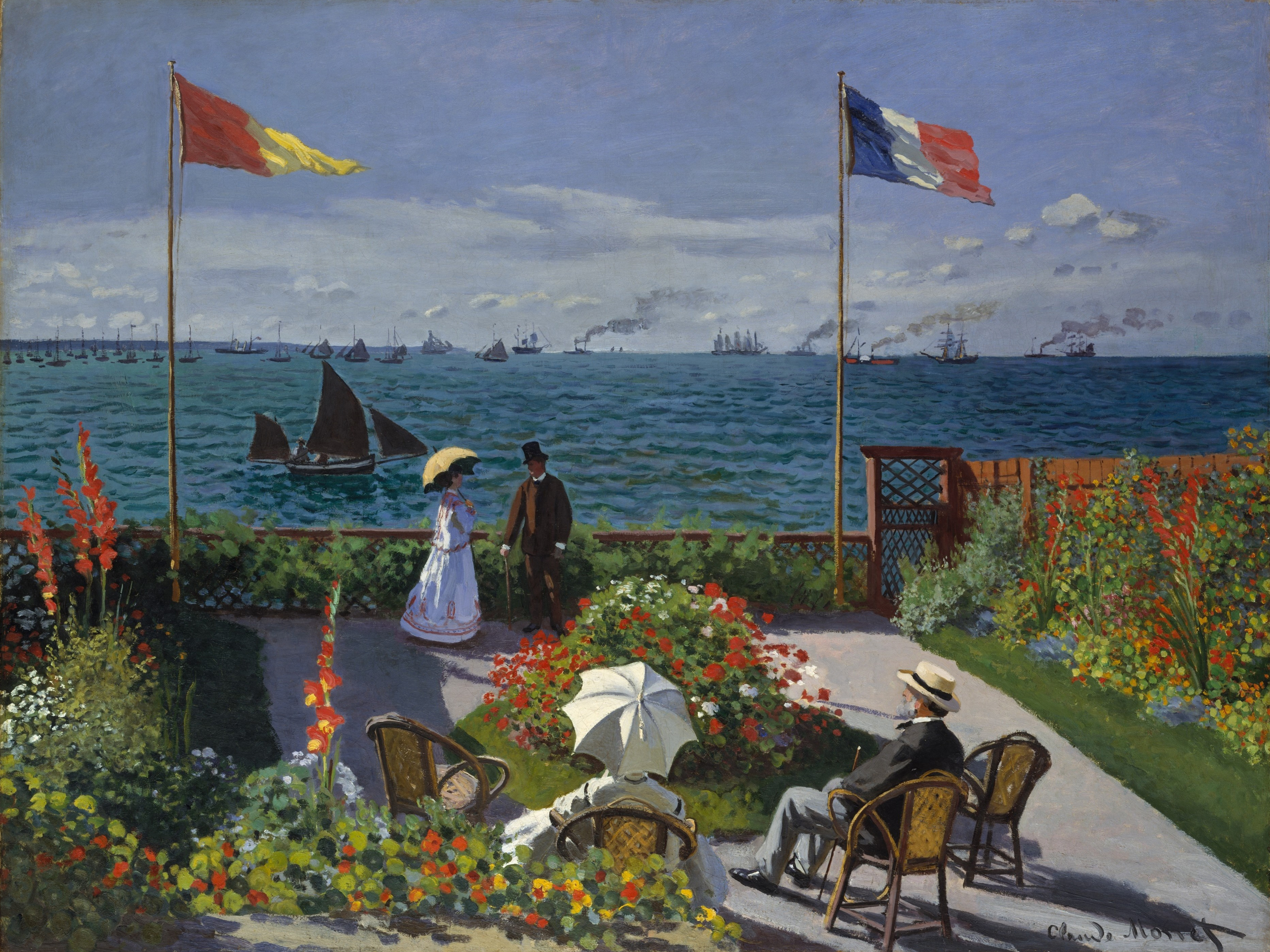
Terras in Sainte-Adresse (1867)
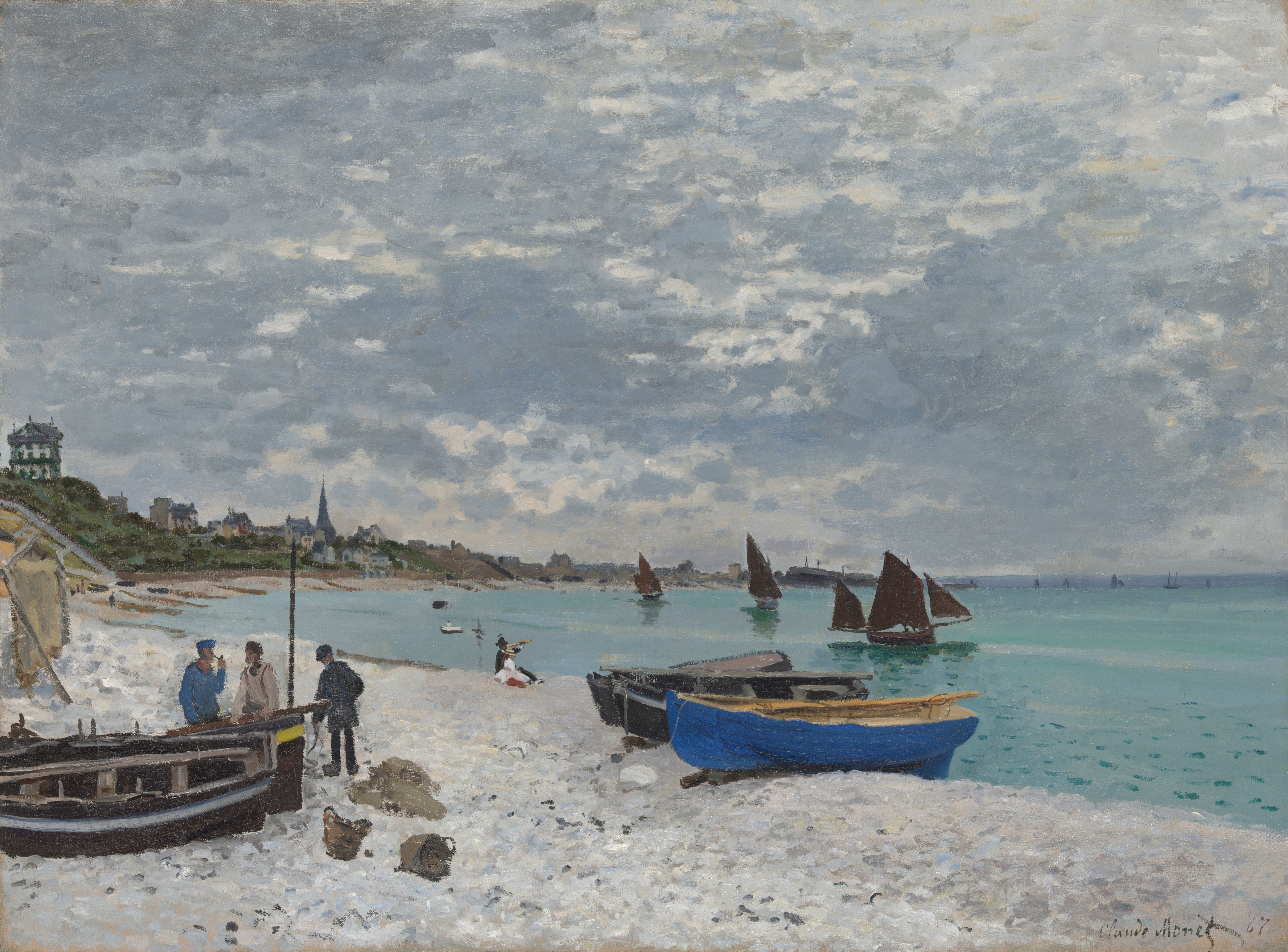
Het strand van Sainte-Adresse (1867)